# Arcoptilia
Arcoptilia is een geslacht van vlinders in de familie van de vedermotten (Pterophoridae).
De typesoort van het geslacht is Arcoptilia gizan Arenberger, 1985

## Soorten
- Arcoptilia gizan Arenberger, 1985
- Arcoptilia malawica Kovtunovich & Ustjuzhanin, 2014
- Acroptilia pongola Ustjuzhanin et Kovtunovich, 2010